# Fiódor Teréntiev
Fiódor Teréntiev   (Padany, 4 d'octubre de 1925 - Sant Petersburg, 20 de gener de 1963) fou un esquiador de fons soviètic que va competir durant la dècada de 1950.
El 1956 va prendre part en els Jocs Olímpics d'Hivern de Cortina d'Ampezzo, on disputà tres proves del programa d'esquí de fons. Formant fent equip amb Nikolai Anikin, Pàvel Koltxin i Vladímir Kuzin guanyà la medalla d'or, mentre en els 4x10 quilòmetres. En els 50 quilòmetres guanyà la medalla de bronze, mentre en els 30 quilòmetres fou sisè.
En el seu palmarès també destaquen dues medalles de plata al Campionat del Món d'esquí nòrdic, el 1954 i 1958, així com dotze campionats nacionals.